# アレクサンドル・ムィシュラエフスキー

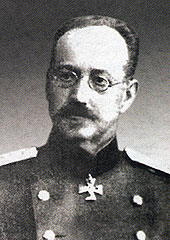
ムィシュラエフスキー将軍

アレクサンドル・ザハリエヴィッチ・ムィシュラエフスキー（ロシア語: Александр Захарьевич Мышлаевский、1856年3月12日 - 1920年）は、ロシア帝国の陸軍軍人、軍事史家。歩兵大将。参謀総長、参謀本部総局長等を歴任する。

## 経歴
- 1877年 - ミハイロフスキー砲兵学校（ロシア語版、英語版）卒業
- 1884年 - 参謀本部アカデミー（ロシア語版、英語版）卒業
- 1898年 - 参謀本部アカデミー戦争術史教授
- 1899年～1904年 - 参謀本部軍事登録文書部長
- 1908年～1909年 - 参謀総長
- 1909年3月 - 参謀本部総局長
- 1909年9月 - 第2カフカーズ軍団長
- 1913年 - 軍事部隊担当カフカーズ総督補佐官。第一次世界大戦勃発と共に、カフカース軍（英語版）総司令官補佐官
- 1915年12月 - 冶金委員会議長兼国家防衛特別会議冶金産業問題全権代表
- 1916年8月 - 冶金補給全権代表
- 1917年3月～6月 - カザン軍管区司令官
- 1917年10月 - カフカーズ戦線本部に出向
- 1917年12月 - カフカース軍管区（英語版）本部附属の第一次世界大戦の経験を総括するカフカーズ戦史委員会委員長